# Lonnie Mayne
Ronald Doyle Mayne, conosciuto anche con il nome di Lonnie Mayne (Fairfax, 12 settembre 1944 – San Bernardino, 13 agosto 1978), è stato un wrestler statunitense che ha combattuto nella NWA e nella WWWF sotto il nome di Moondog Mayne negli anni sessanta e settanta. Morì prematuramente nel 1978 a causa di un incidente d'auto.

## Biografia
Nato a Fairfax, California, Mayne crebbe a Salt Lake City, e si diplomò al College of Southern Utah dove militava nella squadra di football americano della scuola. Il padre di Lonnie, Ken, era un wrestler professionista, e il figlio decise quindi di seguire le orme del padre tentando la carriera nel mondo della lotta.

## Carriera
Lonnie vinse il primo dei suoi titoli NWA United States Heavyweight Championship (San Francisco version) sconfiggendo l'allora campione in carica Pat Patterson il 29 dicembre 1973 a San Francisco. All'epoca, Lonnie interpretava la parte del "cattivo" e Patterson invece era il favorito del pubblico. Sebbene i due abbiano avuto un lungo feud, arrivarono asnche a combattere in coppia vincendo le cinture di campioni NWA (San Francisco version) tag team. Ciò accadde l'8 agosto 1975 a San Francisco quando i due sconfissero gli Invaders.
Mayne impersonava il classico personaggio "heel" fuori di testa, selvaggio ed incontrollabile, che talvolta ululava alla Luna. Spesso mangiava vetri durante le interviste in TV, gettava il contenuto di lattine di birra in faccia agli avversari e non si sapeva mai bene cosa aspettarsi da lui. Il personaggio interpretato da Mayne sarà preso a modello in seguito per la creazione della stable dei Moondogs.
Dopo vari scontri titolati con Pedro Morales all'inizio degli anni settanta in WWWF, nei quali non riuscì però mai a prevalere, Moondog Mayne incappò in pesanti infortuni che ne minarono la carriera sul ring. Durante il periodo trascorso nell'Oregon, Apache Bull Ramos ruppe un braccio a Mayne, causandogli la fuoriuscita di un osso dalla pelle.

## Morte
Mayne morì in un incidente d'auto il 13 agosto 1978 nel sud della California. All'epoca del decesso era il campione in carica NWA United States Heavyweight Champion (San Francisco version), cintura che aveva vinto per la terza volta.

## Titoli e riconoscimenti
- Georgia Championship Wrestling
  - NWA Macon Tag Team Championship (1) - con Luke Graham

- NWA Big Time Wrestling
  - NWA Texas Heavyweight Championship (1)

- NWA Hollywood Wrestling
  - NWA Americas Heavyweight Championship (2)
  - NWA Americas Tag Team Championship (1) - con Ron Bass

- NWA Mid-Pacific Promotions
  - NWA Hawaii Heavyweight Championship (1)
  - NWA Hawaii Tag Team Championship (3) - con Ripper Collins (2) e  Sweet Daddy Siki (1)

- NWA San Francisco
  - NWA United States Heavyweight Championship (San Francisco version) (3)
  - NWA World Tag Team Championship (San Francisco version) (3) - con Pat Patterson (1), Ray Stevens (1), e Dean Ho (1)

- Pacific Northwest Wrestling
  - NWA Pacific Northwest Heavyweight Championship (11)
  - NWA Pacific Northwest Tag Team Championship (17) - con Tony Borne (11), Beauregard (1), Frankie Laine (1), Dutch Savage (2), Les Thornton (1), e Ron Bass (1)